# Rebelião de Nat Turner
A Rebelião de Nat Turner, historicamente conhecida como Insurreição de Southampton, foi uma rebelião de escravos da Virgínia que ocorreu no condado de Southampton, Virgínia, em agosto de 1831. Liderados por Nat Turner, os rebeldes mataram entre 55 e 65 pessoas brancas, tornando-a a revolta de escravos mais mortal da história dos EUA. A rebelião foi efetivamente reprimida em poucos dias, na plantação de Belmont, na manhã de 23 de agosto, mas Turner sobreviveu escondido por mais de 30 dias depois.
Houve um medo generalizado entre a população branca após a rebelião. Milícias e turbas mataram até 120 pessoas escravizadas e afro-americanos livres em retaliação. Após os julgamentos, a Comunidade da Virgínia executou 56 escravos acusados de participar da rebelião, incluindo o próprio Turner; muitos negros que não participaram também foram perseguidos no frenesi. Como Turner foi educado e era um pregador, as legislaturas estaduais do Sul posteriormente aprovaram novas leis proibindo a educação de pessoas escravizadas e de negros livres, restringindo os direitos de reunião e outras liberdades civis para os negros livres e exigindo que os ministros brancos estivessem presentes em todos os cultos.
Lonnie Bunch, diretor do Museu Nacional de História e Cultura Afro-Americana, disse: “A rebelião de Nat Turner é provavelmente o levante mais significativo da história americana”.

## Nat Turner

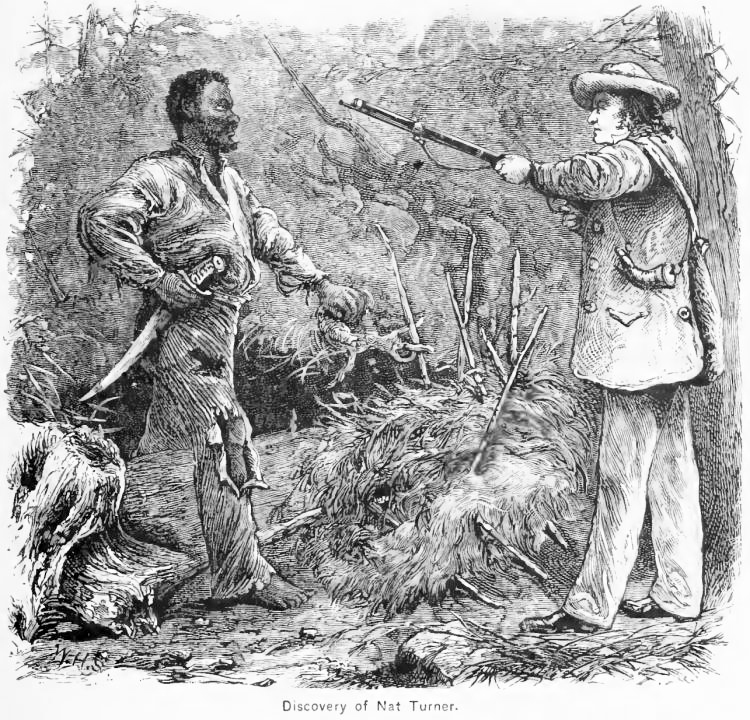
Captura de Nat Turner: gravura em madeira ilustrando a captura por Benjamin Phipps, autor: William Henry Shelton

Nat Turner (2 de outubro de 1800–11 de novembro de 1831) foi um pregador afro-americano escravizado que organizou e liderou a rebelião de quatro dias de negros escravizados e livres no condado de Southampton, Virgínia, em 1831. Turner nasceu escravo no condado de Southampton, uma área rural de plantações com mais negros do que brancos. Turner sabia pouco sobre a história de seu pai, que se acreditava ter escapado da escravidão quando Turner era criança.
Benjamin Turner, o homem que escravizou Nat e sua família, chamou a criança de Nat em seus registros. Ele era conhecido simplesmente como Nat, mas após a rebelião de 1831, ele foi amplamente conhecido como Nat Turner. Quando Benjamin Turner morreu em 1810, seu filho Samuel herdou Nat.
Turner aprendeu a ler e escrever desde muito jovem. Ele foi identificado como tendo "inteligência natural e rapidez de apreensão, superada por poucos". Ele cresceu profundamente religioso e era frequentemente visto jejuando, orando ou imerso na leitura das histórias da Bíblia. Frequentemente teve visões que interpretou como mensagens de Deus e que influenciaram sua vida. Patrick Breen discute que "Nat Turner pensava que Deus usava o mundo natural como pano de fundo diante do qual colocou sinais e presságios". Breen vai mais longe em como Nat Turner afirmou que possuía o dom de profecia e poderia interpretar essas revelações de Deus. Aos 21 anos, ele escapou de Samuel Turner. Depois de delirar de fome e receber uma visão que lhe dizia para "voltar ao serviço do meu mestre terreno", ele voltou um mês depois.
Turner se casou com uma mulher escravizada chamada Cherry, também conhecida como Chary, embora os historiadores ainda discutam quem exatamente era a esposa de Nat Turner. Especula-se amplamente que Turner e Cherry se conheceram e se casaram na plantação de Samuel Turner no início da década de 1820. É amplamente aceito que Cherry teve filhos, mas não se sabe quantos. Os historiadores variam entre acreditar que ela teve de um a três filhos. A crença mais difundida é que o casal teve dois ou três filhos – uma filha e um ou dois filhos. Os historiadores acreditam que um de seus filhos era um menino chamado Riddick. No entanto, a família foi separada após a morte de Samuel Turner em 1823; Turner foi vendido para Thomas Moore, e sua esposa e filhos foram vendidos para Giles Reese.
Em 1824, Turner teve uma segunda visão enquanto trabalhava nos campos para Moore. Nele, “o Salvador estava prestes a entregar o jugo que havia suportado pelos pecados dos homens, e o grande dia do julgamento estava próximo”.
Turner frequentemente conduzia serviços religiosos, pregando a Bíblia a seus companheiros escravizados que o apelidaram de "O Profeta". Além dos negros, Turner conquistou seguidores brancos, como Etheldred T. Brantley, a quem Turner foi creditado por ter convencido a "cessar com sua maldade". 
De acordo com David Allmendinger, Nat Turner teve 10 ocorrências sobrenaturais diferentes de 1822 a 1828. Estas incluíram aparições do Espírito comunicando-se através de uma linguagem religiosa e das escrituras, juntamente com as visões do Espírito Santo. Na primavera de 1828, Turner estava convencido de que "foi ordenado para algum grande propósito nas mãos do Todo-Poderoso". Ele "ouviu um grande barulho nos céus" enquanto trabalhava nos campos de Moore em 12 de maio "e o Espírito instantaneamente apareceu para mim e disse que a Serpente foi solta, e Cristo havia colocado o jugo que ele havia suportado pelos pecados dos homens, e que eu deveria enfrentá-lo e lutar contra a Serpente, pois se aproximava rapidamente o tempo em que os primeiros deveriam ser os últimos e os últimos deveriam ser os primeiros”. O historiador e teólogo Joseph Dreis escreveu mais tarde: "Ao conectar esta visão à motivação de sua rebelião, Turner deixa claro que ele se vê como participante do confronto entre o Reino de Deus e o anti-Reino que caracterizou seu contexto histórico-social".
Em 1830, Joseph Travis comprou a Turner; Turner lembrou mais tarde que ele era "um mestre gentil" que "depositava a maior confiança" nele. Patrick Breen afirma que depois que Nat Turner viu o eclipse em 1831, ele teve certeza de que Deus queria que a revolta começasse.

Após a rebelião, um aviso de recompensa o descreveu como:
5 pés e 6 ou 8 polegadas [168–173 cm] de altura, pesa entre 150 e 160 libras [68–73 kg], pele bastante "brilhante" [de cor clara], mas não mulato, ombros largos, nariz achatado maior, olhos grandes, pés largos e chatos, bastante carrancudo [sic], anda rápido e ativo, cabelo no topo da cabeça muito ralo, sem barba, exceto no lábio superior e no topo do queixo, uma cicatriz em uma das têmporas , também na nuca, grande nó em um dos ossos do braço direito, próximo ao pulso, produzido por um golpe.
Turner passou toda a sua vida no condado de Southampton.

## Preparativos
Turner começou a comunicar seus planos a um pequeno círculo de companheiros escravos de confiança. “Todos os seus recrutas iniciais eram outros escravos de sua vizinhança”. Os moradores da vizinhança tiveram que encontrar formas de comunicar suas intenções sem revelar a trama. As canções podem ter alertado os moradores da vizinhança para os movimentos. "Acredita-se que uma das maneiras pelas quais Turner convocou outros conspiradores para a floresta foi através do uso de canções específicas". De acordo com o autor Terry Bisson, Turner confiou em sua esposa "seus planos e documentos mais secretos". Em um relatório de James Trezvant imediatamente após o levante, Cherry foi mencionado como tendo admitido a Nat "digerindo" um plano para a revolta "durante anos".
Turner antecipou ansiosamente o sinal de Deus para "matar meus inimigos com suas próprias armas". Ele começou os preparativos para uma revolta contra os escravizadores no condado de Southampton. Turner disse: "Comuniquei o grande trabalho proposto a quatro pessoas em quem tinha maior confiança", os companheiros escravos Henry, Hark, Nelson e Sam.

## Rebelião

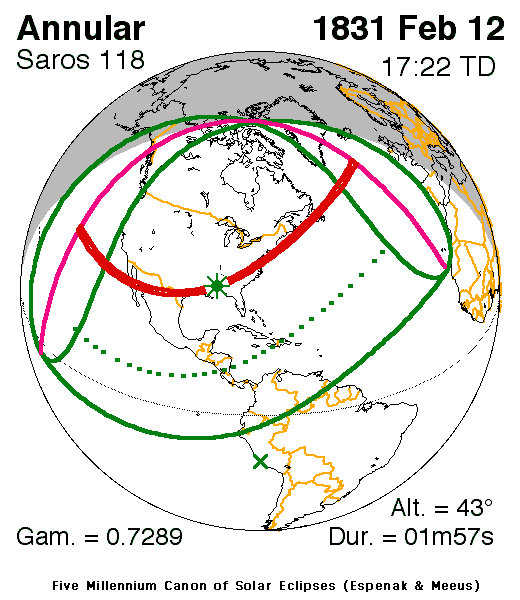
Eclipse solar anular de 12 de fevereiro de 1831

A partir de fevereiro de 1831, Turner viu certas condições atmosféricas como um sinal para iniciar os preparativos para uma rebelião de escravos contra seus escravizadores. Em 12 de fevereiro de 1831, um eclipse solar anular foi visível na Virgínia e em grande parte do sudeste dos Estados Unidos. Ele acreditava que o eclipse era um sinal de que era hora de se revoltar. Turner imaginou isso como a mão de um homem negro estendendo-se sobre o sol.
Turner planejou originalmente começar a rebelião no Dia da Independência, 4 de julho de 1831, mas ele adoeceu e aproveitou o atraso para planejamento adicional com seus co-conspiradores. Em 13 de agosto, uma perturbação atmosférica fez o sol da Virgínia parecer verde-azulado, possivelmente resultado de uma pluma vulcânica produzida pela erupção da Ilha Ferdinandea, na costa da Sicília. Turner tomou isso, como o eclipse meses antes, como um sinal divino, e começou sua rebelião uma semana depois, em 21 de agosto.
Começando com vários companheiros escravos de confiança, ele finalmente alistou mais de setenta negros escravizados e livres, alguns dos quais estavam a cavalo. Os rebeldes viajaram de casa em casa, libertando pessoas escravizadas e matando muitos dos brancos que encontraram.
Mosquetes e outras armas de fogo eram muito difíceis de coletar e atrairiam atenção indesejada, por isso os rebeldes usaram facas, machadinhas e instrumentos contundentes. A rebelião não discriminou por idade ou sexo e os rebeldes mataram homens, mulheres e crianças brancas. Nat Turner confessou ter matado apenas uma pessoa, Margaret Whitehead, a quem matou com um golpe de um poste de cerca.
O historiador Stephen B. Oates afirma que Turner convocou seu grupo para "matar todos os brancos". Um jornal observou: "Turner declarou que 'o massacre indiscriminado não era sua intenção depois que eles conseguiram se firmar, e foi utilizado em primeira instância para causar terror e alarme'". O grupo poupou algumas casas "porque Turner acreditava os pobres habitantes brancos 'não pensavam melhor de si mesmos do que dos negros'". Os rebeldes também evitaram a plantação Giles Reese, embora estivesse no caminho, provavelmente porque Turner queria manter sua esposa e filhos seguros.  Os rebeldes negros mataram aproximadamente sessenta pessoas antes de serem derrotados pela milícia estadual. A infantaria derrotou a insurreição com o dobro do efetivo dos rebeldes, reforçada por três companhias de artilharia.
Turner pensava que a violência revolucionária despertaria as atitudes dos brancos para a realidade da brutalidade inerente à posse de escravos. Turner disse que queria espalhar “terror e alarme” entre os brancos.

## Retaliação

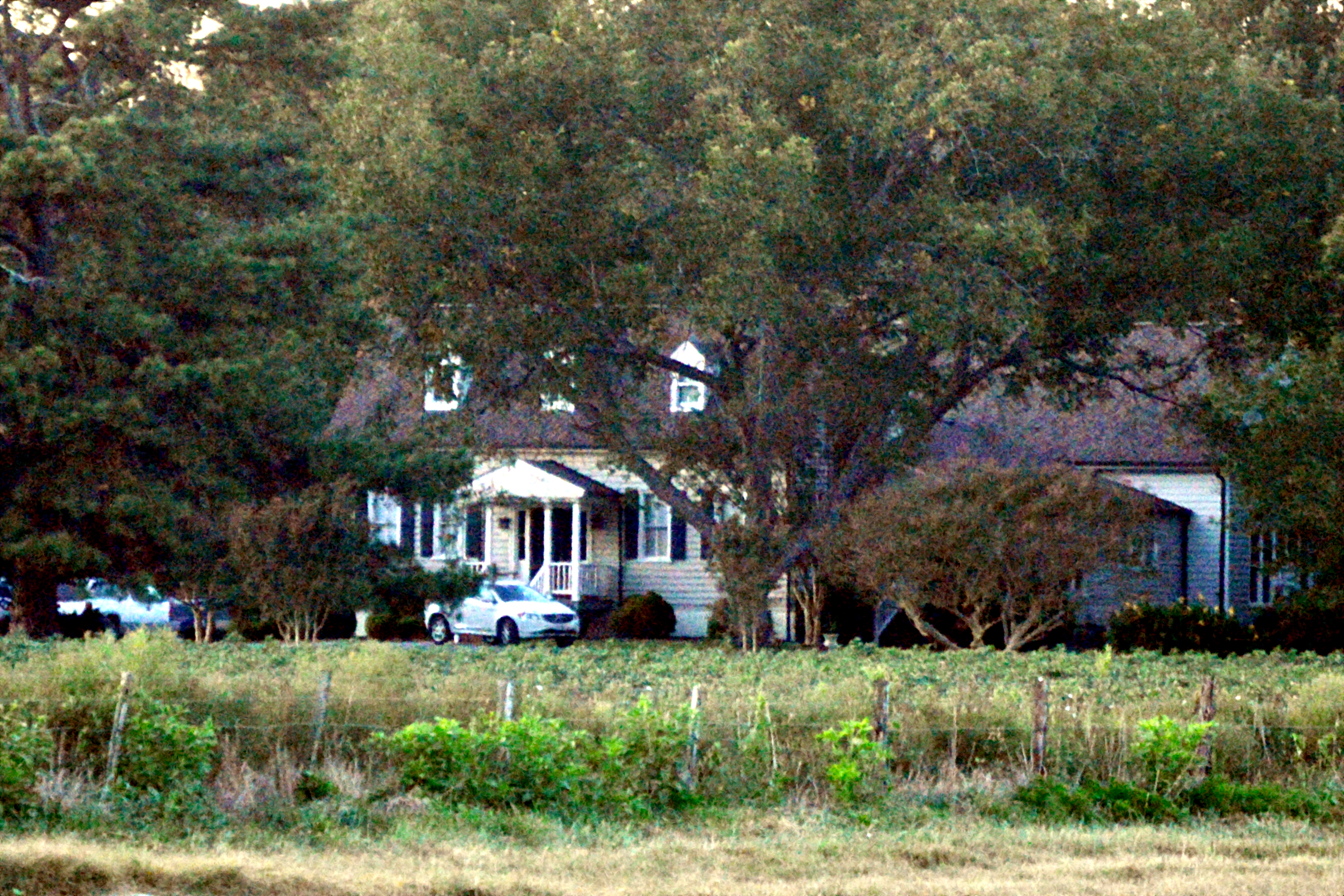
Belmont, onde a rebelião foi esmagada

Um dia após a supressão da rebelião, a milícia local e três companhias de artilharia juntaram-se a destacamentos de homens do USS Natchez e USS Warren em Norfolk e milícias de outros condados da Virgínia da Carolina do Norte que faziam fronteira com o condado de Southampton.
No condado de Southampton, negros suspeitos de participar da rebelião foram decapitados pela milícia e "suas cabeças decepadas foram montadas em postes em encruzilhadas como uma forma terrível de intimidação". Uma estrada local (agora Virginia State Route 658) foi chamada de "Blackhead Signpost Road" sobre esses eventos.
Rapidamente se espalharam rumores de que a revolta de escravos não se limitava ao condado de Southampton e se espalhara até o sul, até o Alabama. Os temores levaram a relatos na Carolina do Norte de que "exércitos" de pessoas escravizadas foram vistos nas rodovias e que queimaram e massacraram os habitantes brancos de Wilmington, Carolina do Norte, e estavam marchando sobre a capital do estado.

Tal medo e alarme levaram os brancos a atacar os negros em todo o Sul com uma causa frágil. O editor do Richmond Whig descreveu a cena como “o massacre de muitos negros sem julgamento e em circunstâncias de grande barbárie”. A violência branca contra os negros continuou durante duas semanas após a rebelião ter sido reprimida. O General Eppes ordenou às tropas e aos cidadãos brancos que parassem com a matança:
Ele não especificará todos os casos que é obrigado a acreditar que ocorreram, mas transmitirá em silêncio o que aconteceu, com a expressão de sua mais profunda tristeza, de que qualquer necessidade deveria ter existido, para justificar um único ato de atrocidade. Mas ele se sente obrigado a declarar, e por meio deste anuncia às tropas e aos cidadãos, que nenhuma desculpa será permitida para quaisquer atos semelhantes de violência, após a promulgação desta ordem.
O reverendo G.W. Powell escreveu uma carta ao New York Evening Post afirmando que "muitos negros são mortos todos os dias. O número exato nunca será conhecido". Uma companhia de milícia do condado de Hertford, Carolina do Norte, teria matado quarenta negros em um dia e levado US$ 23 e um relógio de ouro dos mortos. O capitão Solon Borland liderou um contingente de Murfreesboro, Carolina do Norte, e condenou os atos "porque equivaliam a roubo dos proprietários brancos dos escravos".
Os historiadores modernos concordam que as milícias e as turbas mataram cerca de 120 negros, a maioria dos quais não estavam envolvidos na rebelião. 

## Captura
Turner escapou da captura por seis semanas, mas permaneceu no condado de Southampton. Na busca por Turner, as autoridades recorreram à sua esposa, Cherry. O autor Terry Bisson escreve: "Depois de sua rebelião de escravos, ela foi espancada e torturada na tentativa de fazê-la revelar seus planos e paradeiro". Em 26 de setembro de 1831, o Richmond Constitutional Whig publicou uma história após a invasão da plantação de Reese afirmando que, "alguns papéis [foram] entregues por sua esposa, sob o chicote". A Narrativa Autêntica e Imparcial, também publicada em 1831, observou que as anotações do diário pertencentes a Turner estavam "em sua posse após a fuga de Nat".
Em 30 de outubro, um fazendeiro chamado Benjamin Phipps descobriu Turner escondido em uma depressão na terra, criada por uma grande árvore caída e coberta por grades de cerca. Esta era conhecida localmente como caverna de Nat Turner, embora não fosse uma caverna natural. Por volta das 13h do dia 31 de outubro, Turner chegou à prisão em Jerusalém.
Enquanto aguardava o julgamento, Turner confessou seu conhecimento da rebelião ao advogado Thomas Ruffin Gray, que era um apologista da escravidão.

## Julgamentos e execuções
No rescaldo da rebelião, dezenas de suspeitos de serem rebeldes foram julgados em tribunais chamados especificamente para ouvir os casos contra as pessoas escravizadas. Turner foi julgado em 5 de novembro de 1831, por "conspirar para se rebelar e fazer insurreição", e foi condenado e sentenciado à morte. Questionado se se arrependia do que tinha feito, ele respondeu: “Cristo não foi crucificado?”. Turner foi enforcado em 11 de novembro de 1831, na sede do condado de Jerusalém, Virgínia (agora Courtland). Segundo algumas fontes, ele foi decapitado como exemplo para assustar outros possíveis rebeldes.
A maioria dos julgamentos dos supostos conspiradores de Turner ocorreram no condado de Southampton, mas alguns foram realizados no condado vizinho de Sussex ou em outros condados próximos. Durante o julgamento, a maioria das pessoas escravizadas foi considerada culpada; apenas quinze foram absolvidos.  Dos trinta condenados, dezoito foram enforcados, enquanto doze foram vendidos para fora do estado. Dos cinco negros livres julgados por participação na insurreição, um foi enforcado enquanto os outros foram absolvidos.

### Coleta de troféus humanos
Após sua execução, o corpo de Turner foi dissecado e esfolado, e sua pele foi usada para fazer bolsas de souvenirs.:218 Em outubro de 1897, os jornais da Virgínia publicaram uma história sobre o esqueleto de Nat Turner sendo usado como espécime médico pelo Dr. H. U. Stephenson de Toana, Virgínia. Stephenson adquiriu o esqueleto de um filho do Dr. S. B. Kellar; Dr. Kellar afirmou ter pago a Turner US$ 10 por seu corpo enquanto ele estava na prisão. Após a execução, Kellar raspou os ossos de Turner e os pendurou como amostra médica.
Em 2002, um crânio supostamente de Turner foi dado a Richard G. Hatcher, ex-prefeito de Gary, Indiana, para a coleção de um museu dos direitos civis que ele planejava construir lá. Em 2016, Hatcher devolveu o crânio a dois descendentes de Turner. Desde que recebeu o crânio, a família o colocou temporariamente no Smithsonian Institution, onde serão feitos testes de DNA para determinar se se trata dos restos mortais autênticos de Nat Turner. Se o teste der positivo, a família planeja enterrar seus restos mortais ao lado de seus descendentes.
Outro crânio que se diz ter sido de Turner foi doado ao College of Wooster em Ohio após sua incorporação em 1866. Quando o único prédio acadêmico da escola pegou fogo em 1901, o crânio foi salvo pelo Dr. H.N. Mateer. Os visitantes lembraram-se de ter visto um certificado, assinado por um médico do condado de Southampton em 1866, que atestava a autenticidade do crânio. O crânio acabou sendo perdido.

## Resposta legislativa
Durante a rebelião, os legisladores da Virgínia visaram os negros livres com um projeto de lei de colonização, que alocou novos fundos para removê-los para a África, e um projeto de lei policial que negava aos negros livres julgamentos por júri e tornava qualquer negro livre condenado por um crime sujeito à venda como escravo e realocação.
Pelo menos sete escravizadores enviaram petições legislativas à Assembleia Geral da Virgínia para compensação pela perda de seus escravos sem julgamento durante ou imediatamente após a insurreição. Todos foram rejeitados.
A Assembleia Geral da Virgínia debateu o futuro da escravidão na primavera seguinte. Alguns defenderam a emancipação gradual, mas o lado pró-escravidão prevaleceu depois que o principal intelectual da Virgínia, Thomas R. Dew, presidente do College of William and Mary, publicou "um panfleto defendendo a sabedoria e a benevolência da escravidão, e a loucura de sua abolição". A Assembleia Geral aprovou legislação que torna ilegal o ensino da leitura e da escrita a negros escravizados ou livres e restringe todos os negros de realizar reuniões religiosas sem a presença de um ministro branco licenciado.
Outros estados escravistas no Sul promulgaram leis semelhantes restringindo as atividades tanto de negros escravizados quanto de negros livres. Na Virgínia e em outros estados do Sul, os legisladores tornaram contra a lei que brancos ou negros possuíssem publicações abolicionistas. A Carolina do Sul construiu uma série de arsenais para garantir que as armas estariam disponíveis no caso de outra rebelião de escravos.

## Consequências
Em 3 de setembro de 1831, William Lloyd Garrison publicou um artigo chamado "A Insurreição" no jornal abolicionista The Liberator. Em 10 de setembro de 1831, o The Liberator publicou trechos de uma carta ao editor dizendo que muitas pessoas no Sul acreditavam que o jornal tinha uma ligação com a revolta e que se Garrison fosse para o Sul, ele "não teria permissão para viver muito... ele seria levado embora, e ninguém sabe disso... se o Sr. Garrison fosse para o Sul, ele seria despachado imediatamente... [uma] opinião expressa por pessoas no Sul, repetidamente".

Em novembro de 1831, Thomas Ruffin Gray publicou As Confissões de Nat Turner. Seu trabalho foi derivado em parte da pesquisa que Gray fez enquanto Turner estava escondido e em parte de conversas na prisão com Turner antes do julgamento. O panfleto de Gray vendeu de 40.000 a 50.000 cópias, tornando-se uma fonte notável sobre a rebelião na época. No entanto, uma revisão de 25 de novembro de 1831 da publicação do The Richmond Enquirer diz:
O panfleto tem um defeito – queremos dizer o seu estilo. A confissão do culpado é dada, por assim dizer, de seus lábios – (e quando lida para ele, ele admitiu que suas declarações estavam corretas) – mas a linguagem é muito superior à que Nat Turner poderia ter empregado – Partes dela são mesmo expresso de forma eloqüente e clássica. – Isto é calculado para lançar alguma sombra de dúvida sobre a autenticidade da narrativa e para dar ao Bandido um caráter de inteligência que ele não merece e não deveria ter recebido. – Em todos os outros aspectos, a confissão parece ser fiel e verdadeira.
O trabalho de Gray é o principal documento histórico sobre Nat Turner, mas alguns historiadores modernos, especificamente David F. Allmendinger Jr., também questionaram a validade de sua representação de Turner.
Após a revolta, os brancos não tentaram interpretar os motivos e ideias de Turner. Os escravizadores anteriores à Guerra Civil ficaram chocados com os assassinatos e tiveram seus temores de rebeliões aumentados; entre eles, o nome de Turner tornou-se “um símbolo de terrorismo e retribuição violenta”. Os estados do Norte partilhavam muitos dos receios demonstrados pelos sulistas; uma proposta para criar uma faculdade para afro-americanos em New Haven, Connecticut, foi esmagadoramente rejeitada no que hoje é conhecido como Excitação de New Haven.
O medo causado pela rebelião de Nat Turner e as preocupações levantadas nos debates de emancipação que se seguiram fizeram com que políticos e escritores respondessem definindo a escravatura como um “bem positivo”. Tais autores incluíram Thomas Roderick Dew, mencionado acima. Outros escritores sulistas começaram a promover um ideal paternalista de melhor tratamento cristão dos escravos, em parte para evitar tais rebeliões. Dew e outros acreditavam que estavam civilizando os negros (que nesta fase eram em sua maioria nascidos nos Estados Unidos) por meio da escravidão. Os escritos foram coletados em O argumento pró-escravidão, sustentado pelos mais ilustres escritores dos estados do sul (1853).

## Outras perspectivas
Os afro-americanos geralmente consideram Turner um herói da resistência, que fez os escravizadores pagarem pelas dificuldades que causaram a tantos africanos e afro-americanos.
James H. Harris, que escreveu extensivamente sobre a história da Igreja Negra, diz que a revolta “marcou o ponto de viragem na luta negra pela libertação”. De acordo com Harris, Turner acreditava que "apenas um ato cataclísmico poderia convencer os arquitetos de uma ordem social violenta de que a violência gera violência".
Em um discurso de 1843 na Convenção Nacional do Negro, Henry Highland Garnet, um ex-escravizado e abolicionista ativo, descreveu Nat Turner como "patriótico", dizendo que "as gerações futuras se lembrarão dele entre os nobres e corajosos".
Em 1861, Thomas Wentworth Higginson, um escritor White Northern, elogiou Turner em um artigo seminal publicado no Atlantic Monthly. Ele descreveu Turner como um homem "que não conhecia nenhum livro além da Bíblia, e que de cor se dedicou de alma e corpo à causa de sua raça".
Em 1988, Turner foi selecionado para inclusão na série de biografias infantis Black Americans of Achievement, com o livro Nat Turner: Slave Revolt Leader de Terry Bisson. A introdução do livro foi escrita por Coretta Scott King.

## Legado
- A espada que se acredita ter sido usada por Turner na rebelião é mantida no Tribunal do Condado de Southampton, onde há uma pequena exposição.[105]
- Em 1991, o Departamento de Recursos Históricos da Virgínia dedicou o marco histórico da "Insurreição Nat Turner" na Rota 30 da Virgínia, perto de Courtland, Virgínia.[106]
- Em 2002, o estudioso Molefi Kete Asante listou Nat Turner como um dos 100 Maiores Afro-Americanos.[107]
- Em 2009, em Newark, Nova Jersey, o maior parque de propriedade da cidade foi nomeado Nat Turner Park. A instalação custou US$ 12 milhões em construção.[108]
- Em 2012, a pequena Bíblia que pertencia a Turner foi doada ao Museu Nacional de História e Cultura Afro-Americana pela família Person do condado de Southampton, Virgínia.[109]
- Em 2017, foi anunciado que Turner seria homenageado com outros com uma estátua do Monumento à Emancipação e Liberdade em Richmond, Virgínia. [110] Criada por Thomas Jay Warren, a escultura de bronze financiada pelo estado foi inaugurada em setembro de 2021.[111]
- Em dezembro de 2021, o Departamento de Recursos Culturais da Virgínia dedicou o marco histórico "Blackhead Signpost Road".[112]

## Na cultura popular

### Filmes
- Em 2003, Charles Burnett lançou o documentário Nat Turner: A Troublesome Property.[113]
- The Birth of a Nation, o filme de 2016 estrelado, produzido e dirigido por Nate Parker, co-escrito com Jean McGianni Celestin, é sobre a rebelião de Turner em 1831.[114]

### Literatura
- As Confissões de Nat Turner (1967), um romance de William Styron, ganhou o Prêmio Pulitzer de Ficção em 1968. [115] Isso gerou muita controvérsia, com alguns criticando um autor branco que escreveu sobre uma figura negra tão importante e chamando-o de racista por retratar Turner como desejando uma mulher branca.[115]
- Em resposta ao romance de Styron, dez escritores afro-americanos publicaram uma coleção de ensaios, The Confessions of Nat Turner: Ten Black Writers Respond (1968), de William Styron.[115]
- Em 2006, a história em quadrinhos de Kyle Baker, Nat Turner, recebeu o Prêmio Eisner de Melhor Trabalho Baseado na Realidade e o Prêmio Glyph Comic de Melhor História do Ano.[116]
- Sharon Ewell Foster publicou seu romance, The Resurrection of Nat Turner, Part One, The Witness, A Nove em 2011.[117]

### Música
- A banda de funk-soul dos anos 1960, Nat Turner Rebellion, recebeu o nome da revolta dos escravos.[118]
- A canção "How Great" de Chance The Rapper refere-se à rebelião de Turner na frase, "Hosanna Santa invocou e acordou pessoas escravizadas de Southampton a Chatham Manor".[119]
- No início da década de 1990, o artista de hip hop Tupac Shakur falou em entrevistas sobre Nat Turner e sua admiração por seu espírito contra a opressão. Shakur também homenageou Turner com uma tatuagem cruzada nas costas "EXODUS 1831", referindo-se ao ano em que Turner liderou a rebelião.[120]
- A RJ Phillips Band de Baltimore, Maryland, escreveu e gravou uma música chamada "Nat Turner".[121]

### Teatro
- Em 1940, a peça de Paul Peter, Nat Turner, foi produzida pelo People's Drama Theatre na cidade de Nova York.[122]
- Em 2011, a peça de Paula Neiman, Following Faith: A Nat Turner Story, foi produzida em Los Angeles.[123]
- Em 2016, a peça Nat Turner in Jerusalem, de Nathan Alan Davis foi produzida no New York Theatre Workshop, e em 2018 no Forum Theatre em Washington, D.C.[124][125]

### Leitura Adicional
- Aptheker, Herbert. Nat Turner's Slave Rebellion. New York: Humanities Press, 1966.
- Brodhead, Richard H. "Millennium, Prophecy and the Energies of Social Transformation: The Case of Nat Turner." in Imagining the End: Visions of Apocalypse from the Ancient Middle East to Modern America. A. Amanat and M. Bernhardsson, editors. London: I. B. Tauris, 2002. pp. 212–233. ISBN 978-1860647246
- Nishikawa, Kinohi. "The Confessions of Nat Turner." The Greenwood Encyclopedia of Multiethnic American Literature, 5 volumes. Emmanuel S. Nelson, ed. Westport: Greenwood Press, 2005. pp. 497–98. ISBN 978-0313330599
- Oates, Stephen B. The Fires of Jubilee: Nat Turner's Fierce Rebellion. New York: HarperPerennial, 1975. ISBN 9780060916701